# Monte Rose
El Monte Rose es parte de la gama de Montes Sicanos, y está situado en la frontera de las provincias de Agrigento y Palermo en los territorios de Bivona y Palazzo Adriano.

## Nombre
Debe ser excluida la derivación del idioma árabe "Ras" o "Rais" que significa "Punta", pues el nombre árabe aparece en un texto que data del año 1171 (Geneleungrad).
La hipótesis más probable es que el nombre deriva de la flor, específicamente las rosas, que florecen en febrero, sin espinas, y crecen principalmente en esta montaña se dice que las rosas se cultivan tras el paso de Santa Rosa, hija del noble Sinibaldo, señor de Quisquina y Monte Rose. Las peonías son rojo, blanco, amarillo, rosa y rojo.

## Descripción

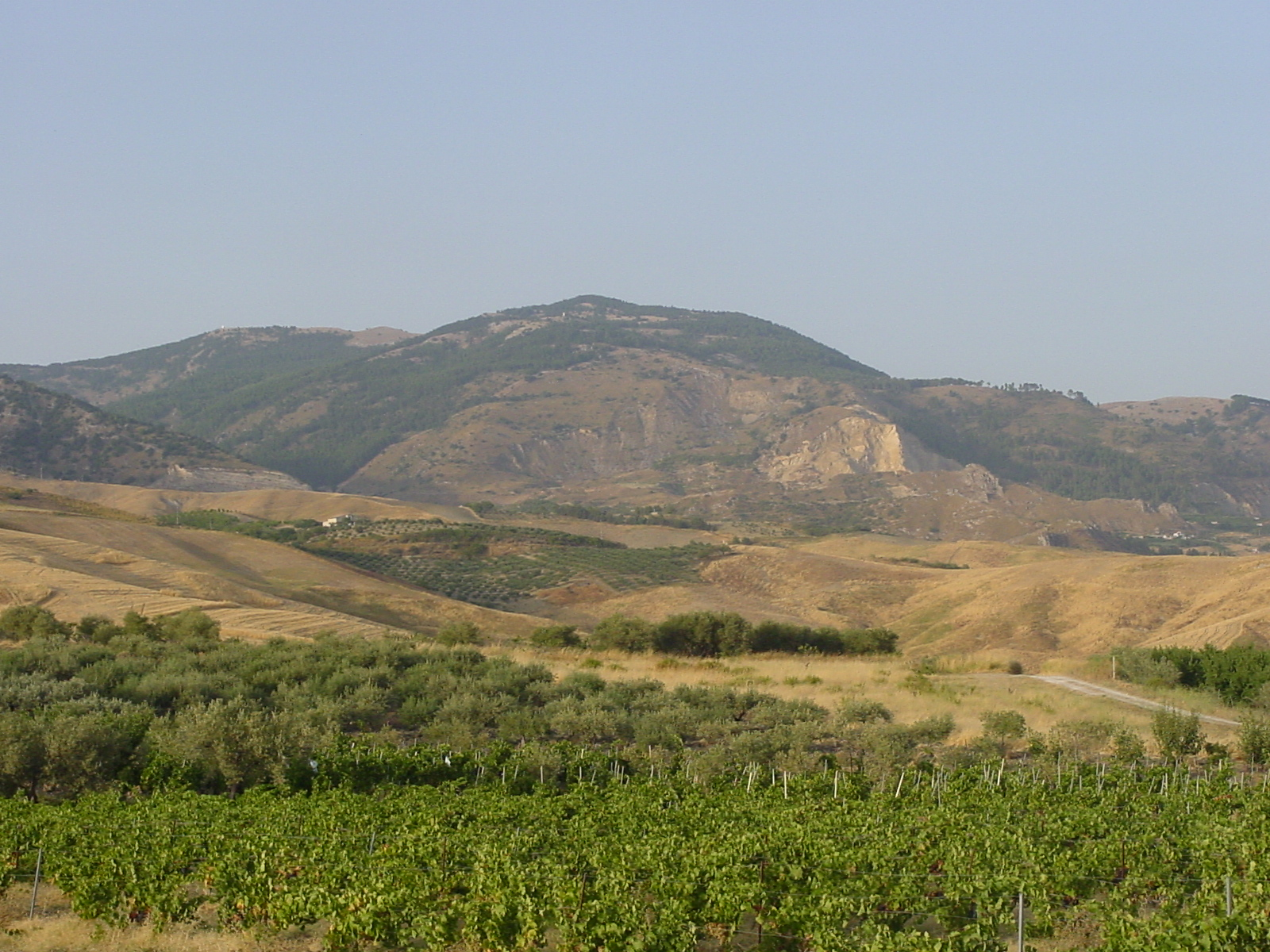
Panorámica del Monte Rose

Con sus 1.436 m es uno de los picos más altos de la cadena de Montes Sicanos. Monte Rose se encuentra en la frontera de la reserva natural del valle del Sosio, y está en una zona donde la actividad humana es escasa. Fue citado por Aristóteles y Plinio el Viejo, y fue famosa en la antigüedad por sus hierbas virtuosas, el tema de estudio para muchos botánicos.
Además de las rosas y peonías, la sección restante de la flora del Monte Rose está compuesta por jacintos, acebo, anémona y varias especies de orquídeas. También hay muchas hierbas, tales como el orégano el eneldo el sabio el comino el hisopo la malva  la menta, la melisa el tomillo y nepetella. La fauna se compone principalmente de aves migratorias, tales como abubilla y el Halcón Peregrino, además de mamíferos como el Gato Montés.
- Datos: Q1470226